# Marian Gold
Marian Gold, pseudonimo di Hartwig Schierbaum, conosciuto anche come J.F. Nelson (Enger, 26 maggio 1954), è un cantante tedesco, fondatore e leader del gruppo musicale Alphaville.

## Biografia
Nato e cresciuto a Herford, nella Renania Settentrionale-Vestfalia, nel 1980 si è trasferito a Münster, dove ha iniziato a cantare nel gruppo collettivo studentesco Nelson fondando due anni più tardi con Bernhard Lloyd e Frank Merten il trio musicale Forever Young, ma quasi subito ribattezzato Alphaville, omaggio al film Agente Lemmy Caution: missione Alphaville del 1965 del regista Godard. Lo stesso Hartwig ha preso il nome d'arte Marian Gold, per le sue doti vocali con grandi acuti, struggenti e in falsetto, e che ricordano i canti mariani.
Fortemente appoggiato dalle case discografiche tedesche, quali la Stradivari Gmbh e la WEA tedesca (in gran sviluppo nell'ambiente Synth pop degli anni ottanta), Marian Gold e gli Alphaville si sono fatti strada, sfondando nelle classifiche europee col primo singolo Big in Japan. La fama è stata poi consolidata coi due successivi singoli Sounds Like a Melody e Forever Young. Dopo ulteriori dischi e vari progetti multimediali, Marian ha intrapreso, nel 1990, la carriera da solista, con due album intitolati So Long, Celeste e United, dai buoni riscontri commerciali.
Dal 1993 circa Marian è tornato a ricostituire il marchio Alphaville, con varie tournée all'estero. Ancor oggi pubblicano vari album e remix, principalmente sul web. Tuttavia, gli altri membri della band sono stati sostituiti con gli attuali Martin Lister, Dave Goodes e Jakob Kiersch. 
Nel 2001, Marian è apparso nella band musicale Sputnik Roadhouse per il film TV Reunion (1ª serie), cui sono seguite numerose collaborazioni e apparizioni in vari spettacoli o progetti.

## Vita privata
Il cantante rivendica la paternità di sette figli, avuti da quattro donne diverse tra il 1998 e il 2013. In precedenza sposato con una donna di nome Manuela, risiede tuttora in Germania con la moglie Anna.

## Discografia parziale

### Solista

#### Album in studio
- 1992 - So Long Celeste
- 1996 - United

### Con gli Alphaville

#### Album in studio
- 1984 – Forever Young
- 1986 – Afternoons in Utopia
- 1989 – The Breathtaking Blue
- 1994 – Prostitute
- 1997 – Salvation
- 2003 – CrazyShow
- 2010 – Catching Rays On Giant
- 2017 – Strange Attractor